# Chrostosoma haematica
Chrostosoma haematica là một loài bướm đêm thuộc phân họ Arctiinae, họ Erebidae.